# Superprestige veldrijden 1987-1988
De Superprestige veldrijden 1987-1988 was de zesde editie van de Superprestige veldrijden. Roland Liboton won het eindklassement voor Hennie Stamsnijder en Paul De Brauwer

## Puntenverdeling
Punten werden toegekend aan alle crossers die in aanmerking kwamen voor Superprestige-punten. De top vijftien ontving punten aan de hand van de volgende tabel:
| Positie | 1  | 2  | 3  | 4  | 5  | 6  | 7 | 8 | 9 | 10 | 11 | 12 | 13 | 14 | 15 |
| Punten  | 15 | 14 | 13 | 12 | 11 | 10 | 9 | 8 | 7 | 6  | 5  | 4  | 3  | 2  | 1  |

## Kalender en podia
| Datum            | Locatie      | Eerste              | Tweede             | Derde               |         |
| ---------------- | ------------ | ------------------- | ------------------ | ------------------- | ------- |
| 1 november 1987  | Zürich       | Paul De Brauwer     | Frank van Bakel    | Martin Hendriks     | details |
| 15 november 1987 | Zarautz      | Roland Liboton      | Martin Hendriks    | Reinier Groenendaal | details |
| 22 november 1987 | Valkenswaard | Reinier Groenendaal | Martin Hendriks    | Hennie Stamsnijder  | details |
| 8 december 1987  | Rome         | Roland Liboton      | Hennie Stamsnijder | Ivan Messelis       | details |
| 13 december 1987 | Oss          | Hennie Stamsnijder  | Roland Liboton     | Reinier Groenendaal | details |
| 20 december 1987 | Overijse     | Roland Liboton      | Hennie Stamsnijder | Paul De Brauwer     | details |
| 27 december 1987 | Diegem       | Roland Liboton      | Henk Baars         | Paul De Brauwer     | details |
| 3 januari 1988   | Asper-Gavere | Roland Liboton      | Ivan Messelis      | Albert Zweifel      | details |
| 24 januari 1988  | Wetzikon     | Roland Liboton      | Hennie Stamsnijder | Henk Baars          | details |
| 6 februari 1988  | Zillebeke    | Roland Liboton      | Hennie Stamsnijder | Ivan Messelis       | details |

## Eindklassement
| Positie | Naam                | Punten |
| ------- | ------------------- | ------ |
| 1       | Roland Liboton      | 137    |
| 2       | Hennie Stamsnijder  | 122    |
| 3       | Paul De Brauwer     | 99     |
| 4       | Martin Hendriks     | 83     |
| 5       | Henk Baars          | 77     |
| 6       | Frank van Bakel     | 63     |
| 7       | Huub Kools          | 59     |
| 8       | Klaus-Peter Thaler  | 55     |
| 9       | Ivan Messelis       | 51     |
| 10      | Reinier Groenendaal | 48     |